# Tchiloli

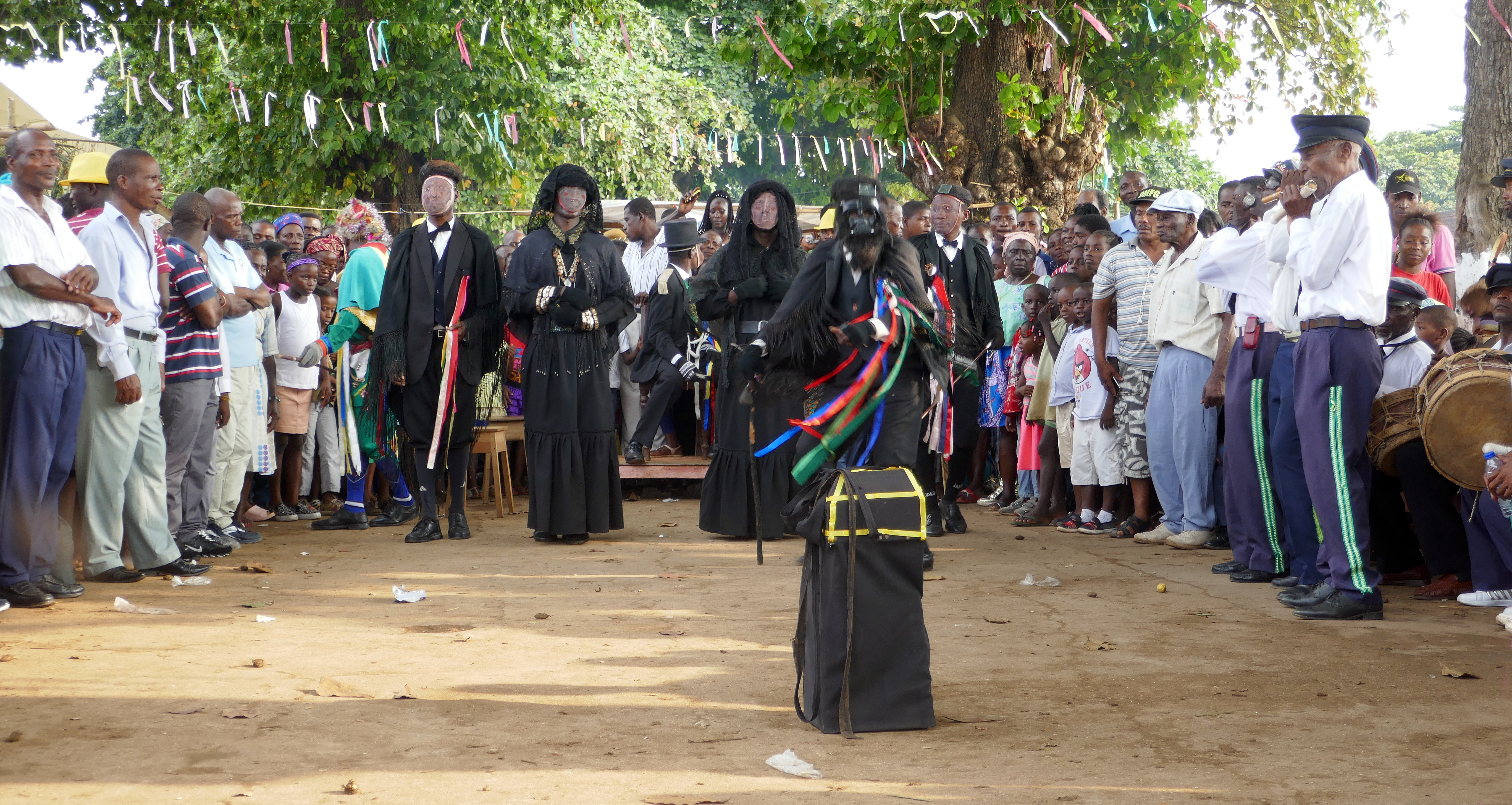
Tchiloli à Sao Tomé en janvier 2019.

Le tchiloli (ou txiloli, prononcé [ˈt͡ʃilɔli] ) est une forme théâtrale, musicale et dansée née au Portugal au XVIe siècle et toujours vivace sur l'île de Sao Tomé, à Sao Tomé-et-Principe. Comme l'Auto de Floripes propre à l'île de Principe, elle est inspirée par l'un des épisodes du cycle de Charlemagne. Interprétée en portugais ancien et moderne par des troupes locales – uniquement des hommes –, d'un anachronisme assumé, elle met en scène esclaves et métis, masqués et costumés à l'européenne. À la fois syncrétique, subversive et mystique, creuset de plusieurs traditions, cette œuvre unique se prête à différents niveaux de lecture.

## Étymologie
Plusieurs hypothèses se proposent de rendre compte de l'origine du terme.

Tchiloli pourrait être une déformation de tiruliruli, une sorte de flûte accompagnant les danses et les drames populaires dans les villages de la région de Porto.

Une tentative d'explication linguistique prend appui sur les règles habituellement observées dans le passage de mots portugais au forro, le créole de l'île. On peut ainsi proposer comme étymon de tchiloli le mot portugais teoria désignant non seulement une « théorie », mais aussi une « députation » (au sens de la Grèce antique), ou, par extension,  un « groupe de personnes marchant en procession ». Selon l'explication retenue, il s'agirait de l'ambassade de la maison Mantoue à la Cour de Charlemagne, ou simplement de l'entrée en scène des acteurs.
Au-delà de l'étymologie et de la phonétique, le remplacement du titre A Tragédia do Marquês de Mântua par tchiloli renvoie aussi aux enjeux d'une identité santoméenne : nommer quelque chose, c'est aussi se l'approprier.

## Histoire du texte
À Sao Tomé-et-Principe, deux pièces du théâtre populaire s'inspirent du cycle de Charlemagne, l'Auto de Floripes à Principe et surtout le tchiloli à Sao Tomé, la plus connue des deux et la plus documentée, en plusieurs langues, surtout depuis les années 1960.

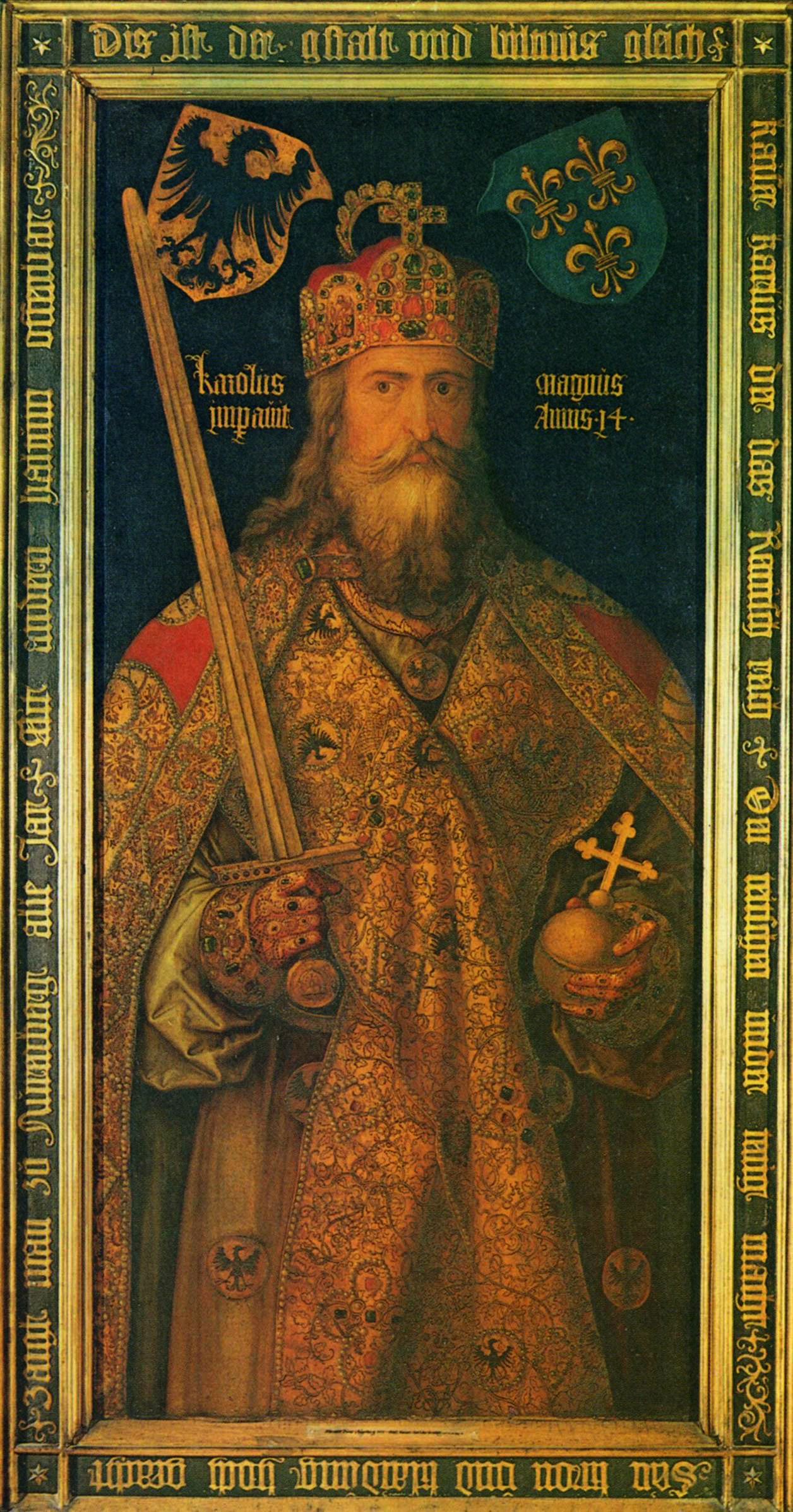
Charlemagne par Dürer, vers 1512.

La Tragédie du marquis de Mantoue et de l'Empereur Charlemagne est la seule pièce du répertoire du tchiloli. C'est une geste théâtrale que Baltasar Dias, dramaturge portugais de Madère, aurait écrite au milieu du XVIe siècle, à partir de six romanceros espagnols, eux-mêmes issus du cycle carolingien du XIe siècle – dont fait partie aussi la Chanson de Roland. Son argument est le suivant : au cours d'une partie de chasse, le prince Charles, fils de Charlemagne, assassine le neveu du duc de Mantoue, car il est épris de sa femme. Les Mantoue réclament justice et l'empereur est alors confronté à un dilemme entre la raison d'État et l'amour paternel. Charlemagne se résout à la condamnation à mort de son fils.

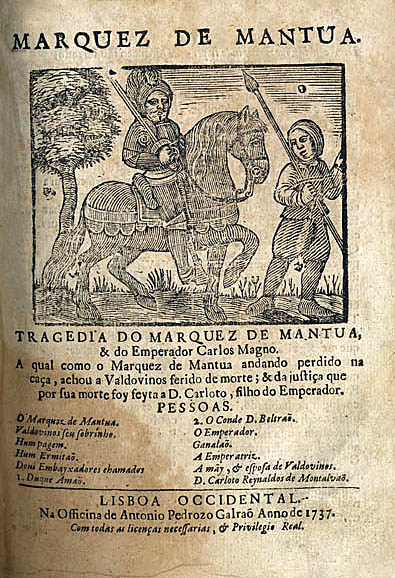
Édition de Lisbonne, 1737.

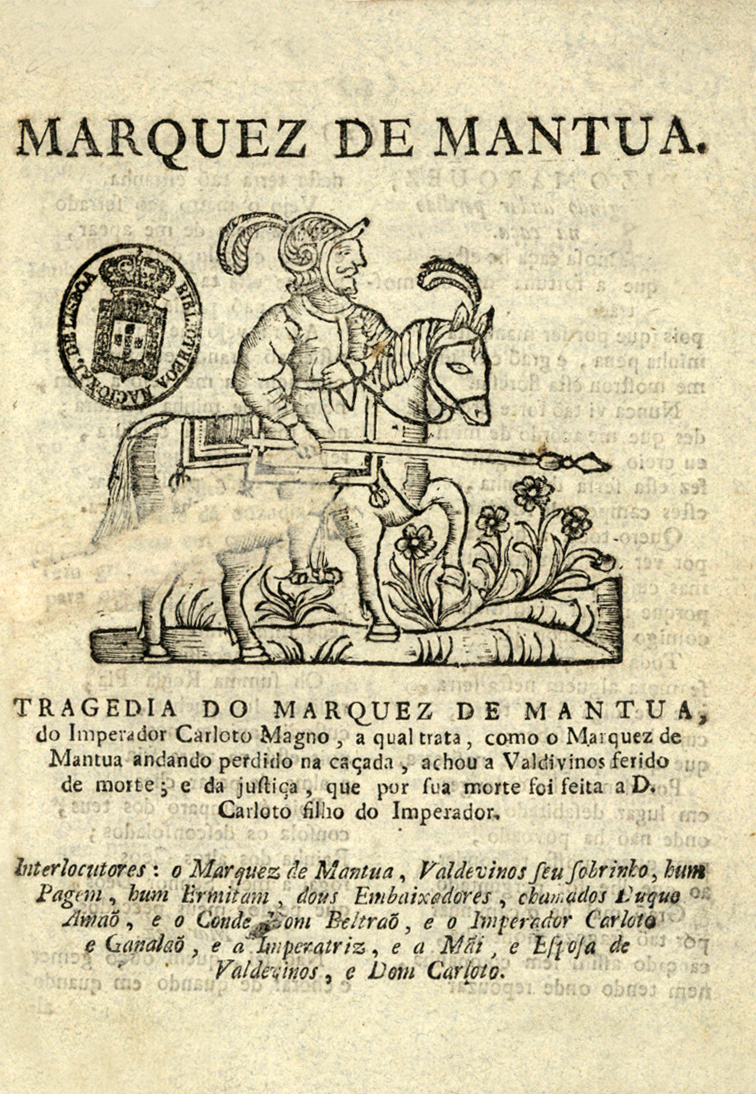
Édition de Lisbonne, 1789.

Il semble établi que la pièce a été publiée pour la première fois par Domingos Carneiro à Lisbonne en 1665. En revanche la date d'introduction à Sao Tomé ne fait pas l'unanimité. L'une des versions les plus diffusées soutient que le texte serait arrivé dans l'archipel par le biais de comédiens ambulants. Effectivement, sur l'île de Sao Tomé, dès la fin du XVIe siècle, les producteurs de canne à sucre fortunés cherchaient à rivaliser avec les nantis du Portugal et de Madère par la construction de belles demeures, mais aussi par des distractions, en invitant dans leurs propriétés des troupes de théâtre. Ces spectacles se réclamaient tantôt de la Passion du Christ, tantôt du cycle de Charlemagne, dont le caractère épique et les personnages rencontraient un grand succès. La Tragédia aurait pu suivre cette voie. Cette thèse non étayée par des sources historiques aurait été avancée à l'origine par des auteurs portugais influencés par le lusotropicalisme des années 1960. Elle continue d'être reprise dans de nombreuses publications. Ainsi, dans La Colonisation expliquée à tous (2016), repris dans Histoire de France (2018), Marc Ferro avance que « dès le XVIe siècle, à Sao Tomé-et-Principe, la population africaine réduite en esclavage joue chaque année Le Tchiloli».
Force est de constater que le tchiloli n'est guère mentionné dans les premiers ouvrages sur Sao Tomé qui en décrivent mœurs et coutumes au XIXe siècle. Son implantation dans l'île n'est véritablement attestée que vers 1880. De fait son acte de naissance public peut être daté assez précisément, puisque le 1er septembre 1880 le journal O Povo Ultramarino annonce la fondation d'une association, Sociedade Africa 23 de Setembro, célèbrant le tchiloli comme le « genre théâtral le plus expressif du folklore santoméen », mais l'attribue à Estanislau Augusto Pinto, fondateur de ladite société. 

D'autres hypothèses ont été envisagées, par exemple une importation en plusieurs étapes, mais à ce jour, on ne connaît pas avec certitude les circonstances de l'introduction du tchiloli, ni la date de la première représentation dans l'île. En 1851, Almeida Garrett avait publié la deuxième partie de Romanceiro e Cancioneiro geral, un recueil de romances dans lequel il incluait O Marquês de Mântua, sans l'attribuer. Compte-tenu de la notoriété de Garrett, il est plausible que des Santoméens de retour au pays après leurs études en Europe aient emporté le texte avec eux. En revanche il semble désormais peu probable que Sao Tomé en ait eu connaissance auparavant.
Les versions les plus accessibles du texte de Baltasar Dias, du fait de leur numérisation par la Bibliothèque nationale du Portugal, sont celle de 1737, éditée à Lisbonne par Antonio Pedroso Galrão, et celle de 1789, également éditée à Lisbonne, cette fois par Francisco Borges de Sousa. Son texte est à nouveau publié en 1907 au Portugal, mais à Porto.

En 1969, à São Tomé, Fernando Reis édite Pôvô Flogá ( « le peuple joue », en forro), une version remaniée qui prend appui sur la transcription de Garrett et accompagne de commentaires le texte en portugais ancien. Elle constitue toujours l'ouvrage de référence pour le tchiloli.
Au fil du temps, les 1 355 octosyllabes de Baltasar Dias n'ont subi que peu de modifications : 920 de ces vers ont été conservés dans la version actuelle du tchiloli. Cependant le texte original absorbe quelques ajouts ultérieurs en prose et en portugais moderne, surtout dans les passages liés à l'enquête criminelle et à la procédure judiciaire, laissant aussi libre cours à l'improvisation des acteurs.

## Personnages

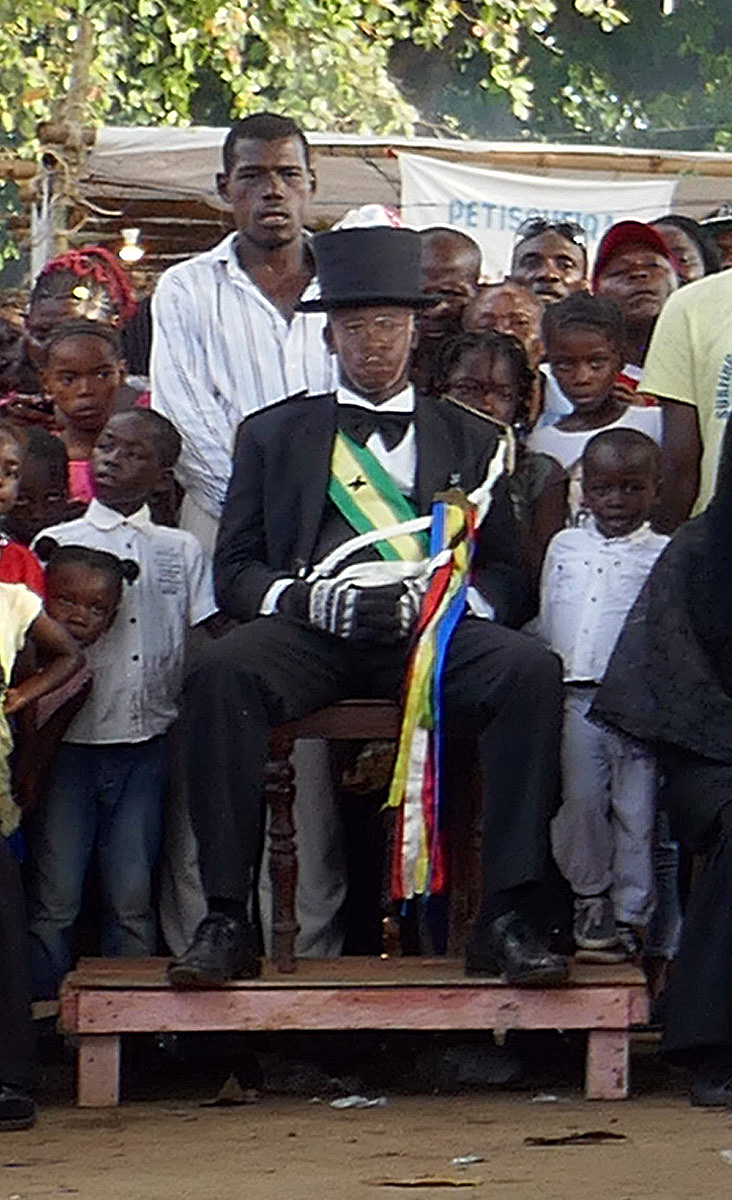
Le marquis de Mantoue, sur une petite estrade.

Dans les éditions anciennes, la page de titre donne la liste des personnages (Pessoas ou Interlocutores), avec quelques variantes. Voici celle de 1789 : O marquez de Mantua, Valdevinos se sobrinho, hum Pagem, hum Ermitam, dous Embaixadores, chamados Duque Amaõ, e o Conde Dom Beltraõ, e o Imperador Carloto e Ganalaõ, e a Imperatriz, e a Mãi, e Esposa de Valdevinos, e Dom Carloto. À cette dizaine de rôles d'importance inégale s'ajoutent de nombreux figurants. Au XXe siècle, les troupes de tchiloli (ou tragédias) peuvent réunir une trentaine de participants, dont huit ou neuf musiciens.

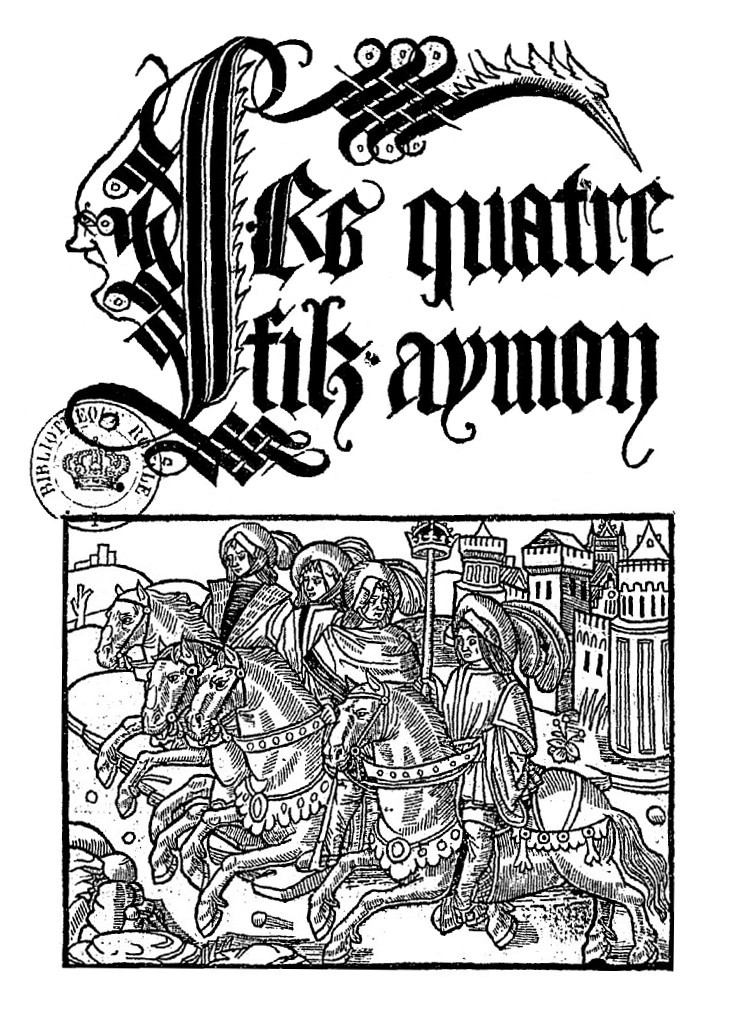
Page de titre d'une édition de L'Histoire des quatre fils Aymon, 1497.

le marquis de MantoueC'est Ogier le Danois, l'un des héros de la Chanson de Roland, devenu marquis de Mantoue après les guerres de Lombardie. Lorsqu'il apprend par un page l'assassinat de son neveu Valdovinos, héritier de la maison Mantoue, il envoie le duc Aymon et l'un de ses fils en ambassade auprès de la Haute Cour (Corte Alta). Vêtu d'une redingote noire et d'un chapeau noir, il siège au centre de la Cour Basse (Corte Baixa), sur une sorte de petite estrade, entouré de sa famille alignée en silence.
Valdevinos, son neveuOn trouve déjà dans les romances espagnols un certain Baudoin/Valdovinos, amoureux de la reine de Séville (ou reine Sébille). Baltasar Dias en fait le fils d'Ermeline et du roi Salinas, le neveu du marquis de Mantoue et l'époux de Sybille. Jaloux, le prince Charles, son meilleur ami, le tue. Pendant le reste de l'action, il est censé être étendu dans le petit cercueil au centre de la scène.
un page et un ermiteL'écuyer Burlor qui accompagnait Valdevinos n'est pas présent au moment du meurtre, car le prince l'a délibérément éloigné en lui faisant porter une lettre. Lorsque le marquis découvre son neveu mourant, le page est de retour, avec un ermite qui recueille l'ultime confession de Valdevinos.
deux ambassadeursLe duc Aymon (Amão), père des quatre fils Aymon, et le comte Bertrand (Beltrão), son fils aîné. Le duc porte « cape et natte dans le dos ».
l'empereur CharlemagneCarloto Magno, Carlos Magno,

Charlemagne
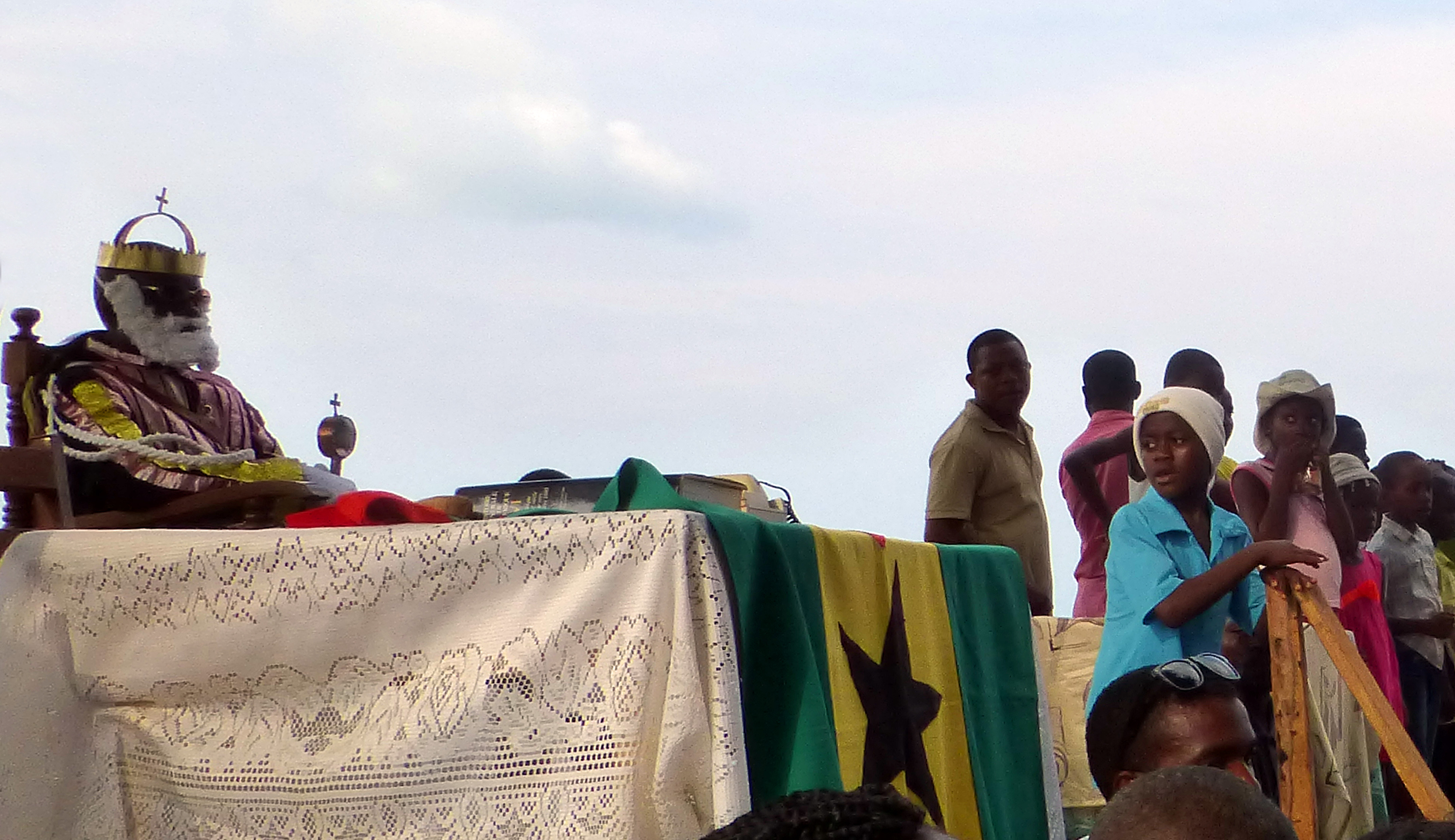
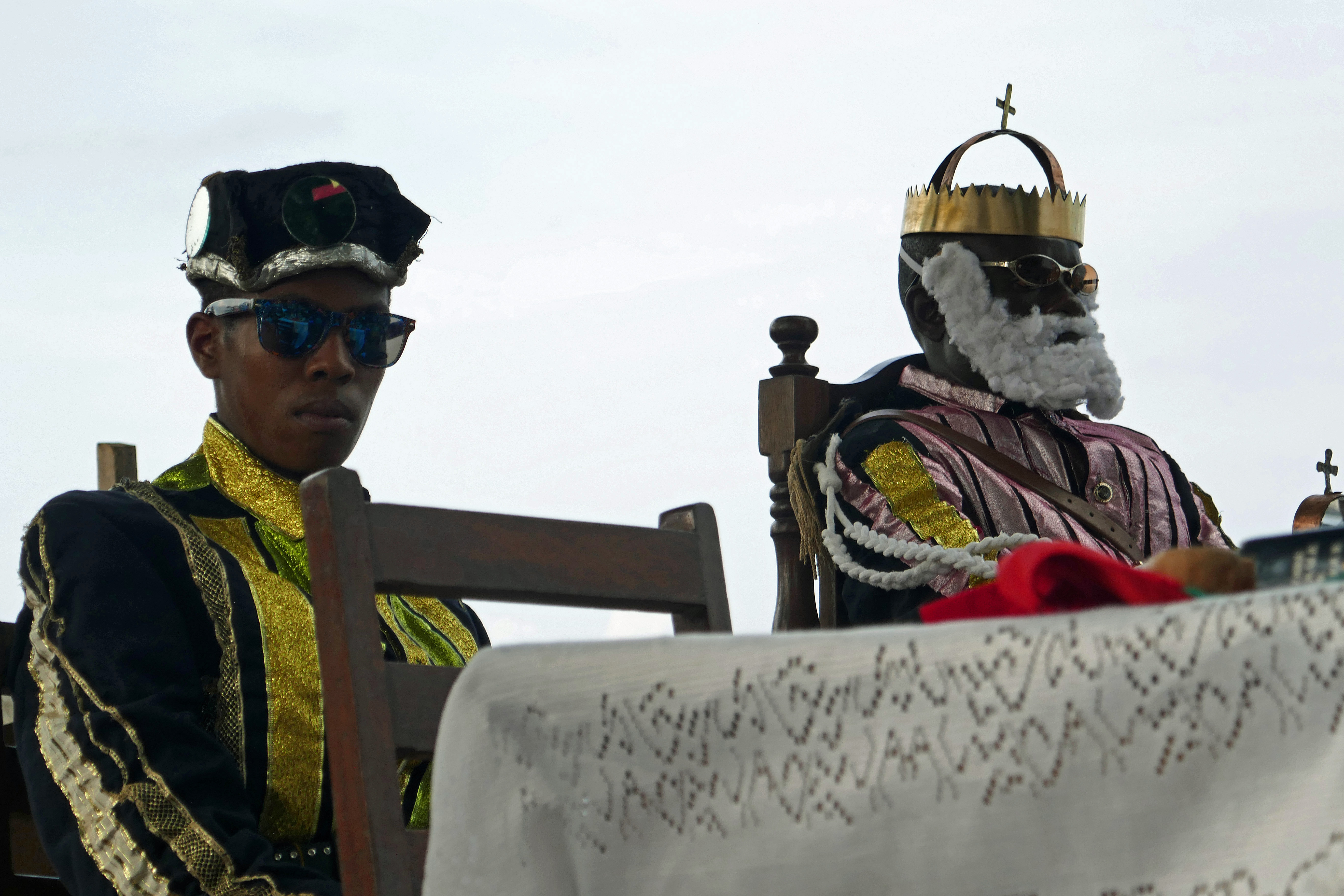
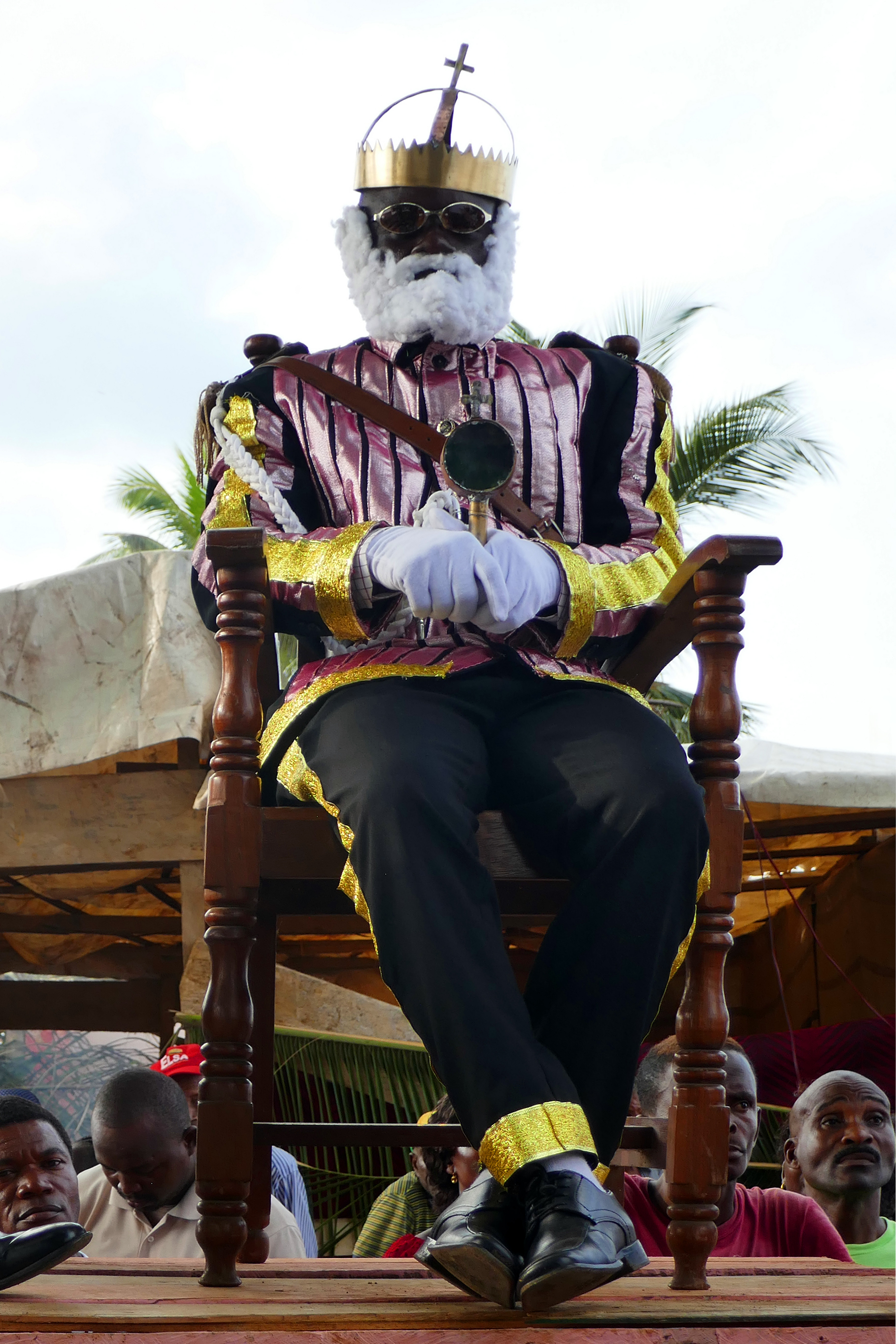
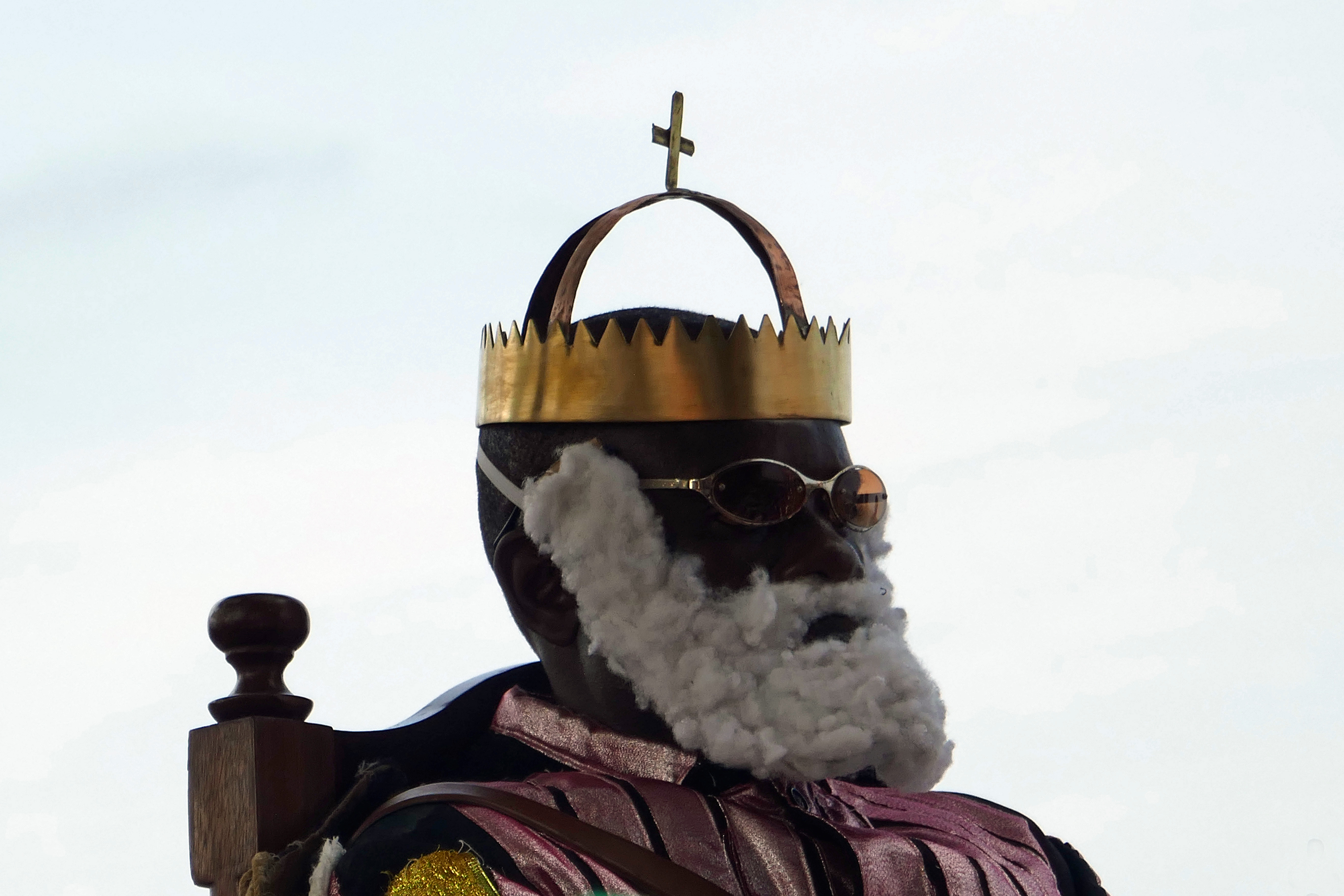

GanelonLe personnage de Ganelon, archétype du traître dans l'imaginaire occidental (avec Judas Iscariote), est présent dans de nombreux récits, dont la Chanson de Roland. Originaire de Mayence, il a épousé la sœur de Charlemagne, dont il s'est rapproché. Dias brosse le portrait d'un intrigant, soucieux de son apparence, qui voudrait s'emparer du trône. Voyant le prince héritier amoureux de Sybille, il espère parvenir à ses fins en l'encourageant à tuer son rival. Sur scène, on le montre « en veste striée de galons scintillants », exhibant « ses rubans et ses escarpins ».

Ganelon
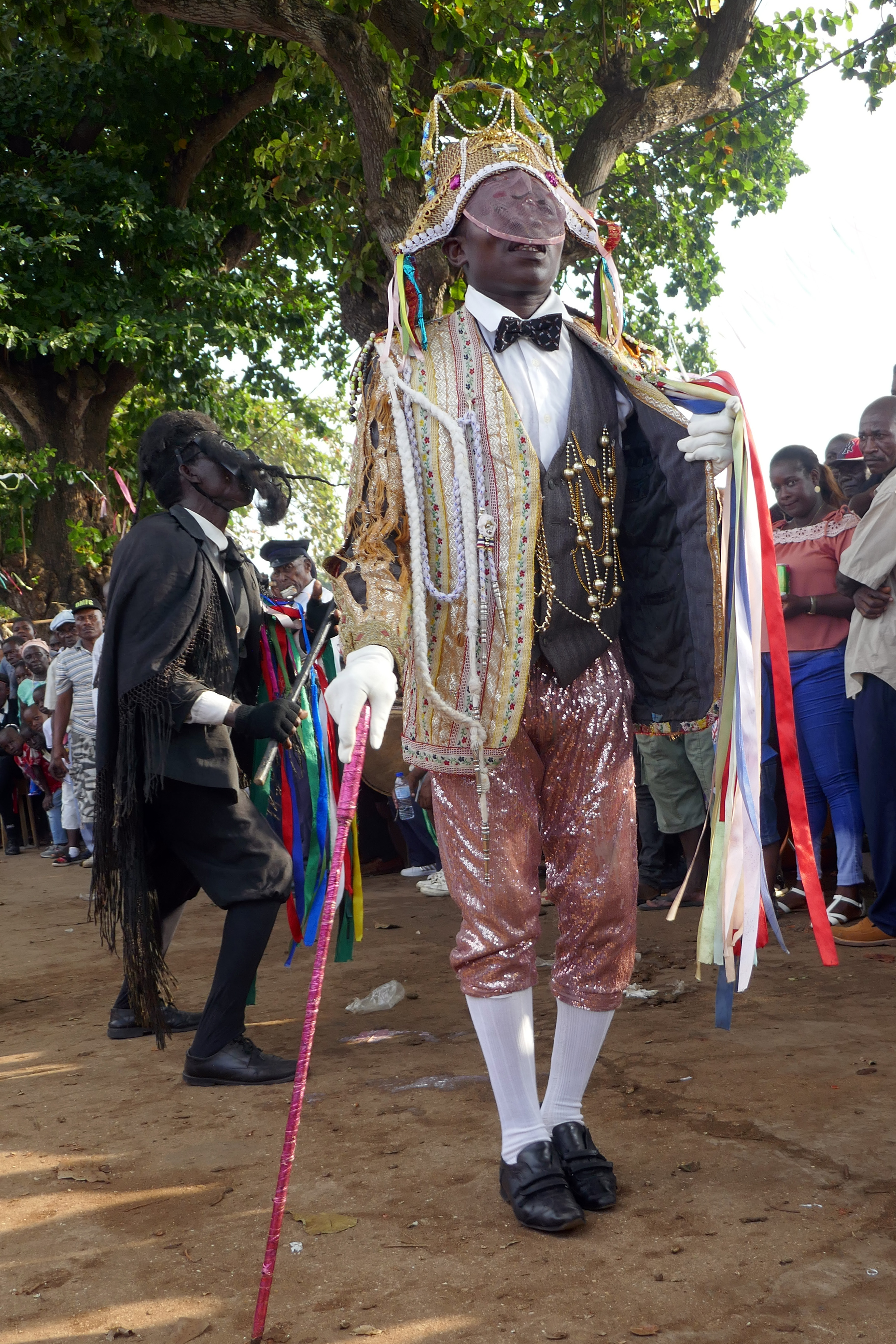
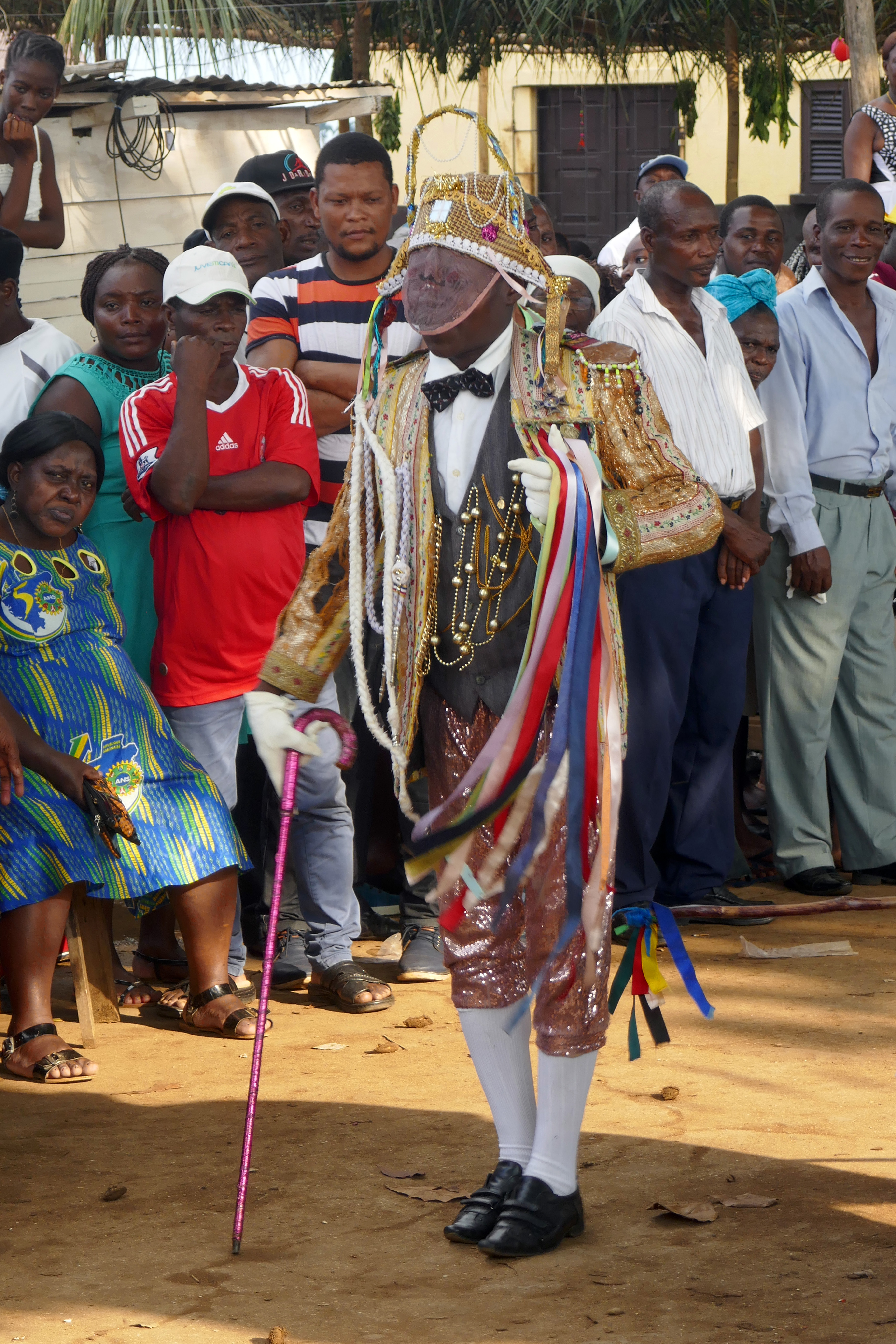
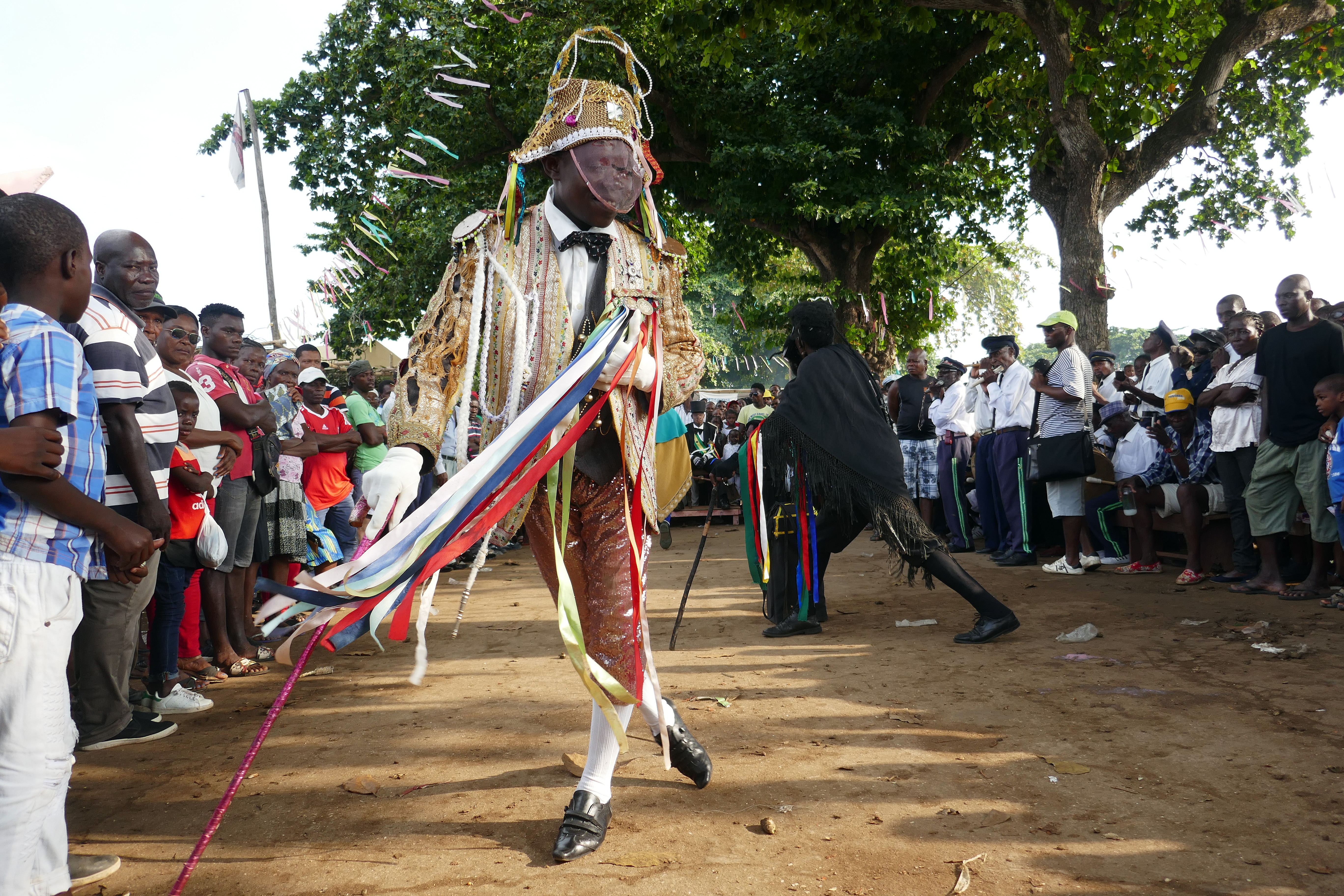
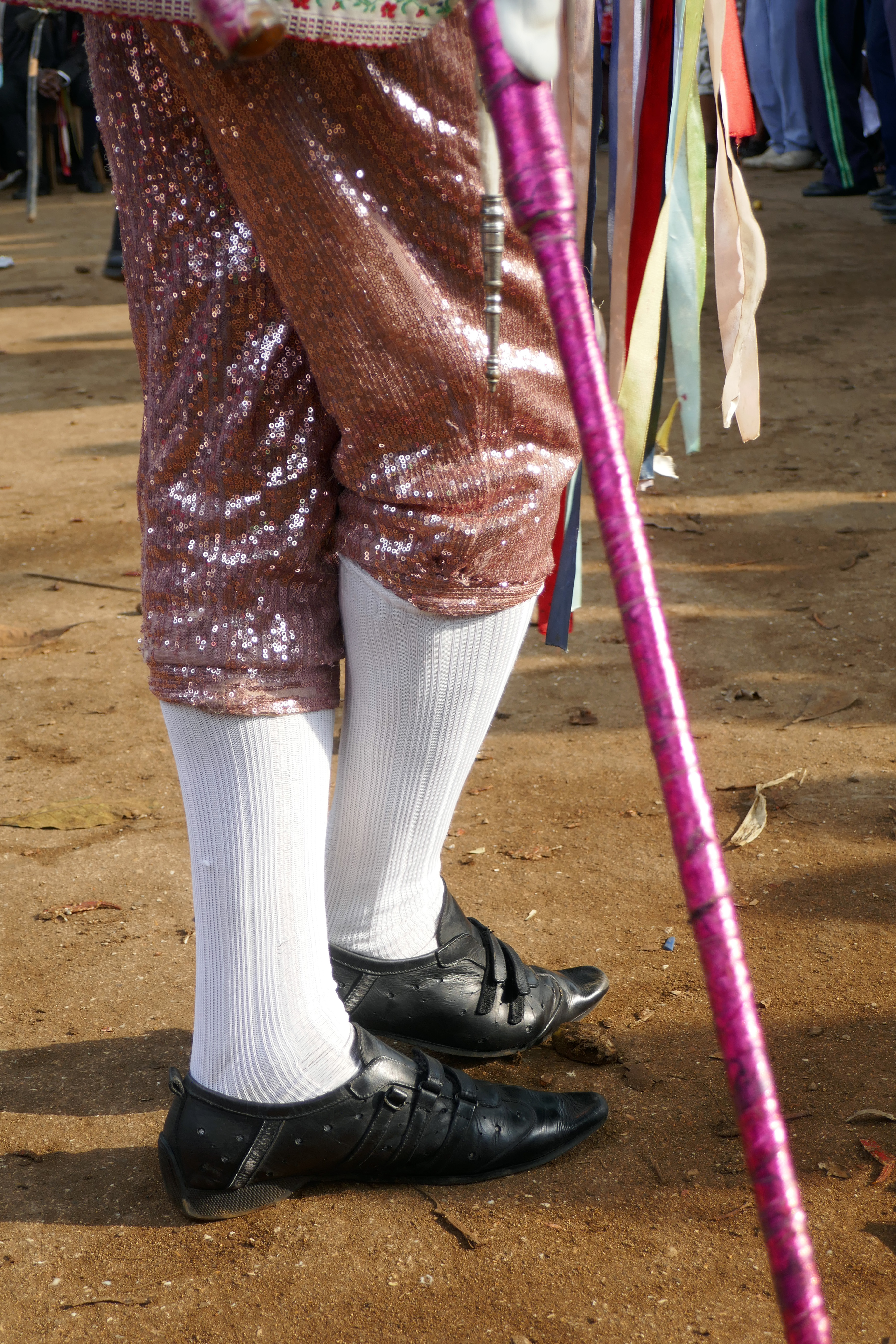

l'impératriceÉgalement nommée San Lenha, entourée de ses dames de cour, « en longue robe flamboyante », elle plaide en vain la cause de son fils auprès auprès de Charlemagne, invoquant une décision trop rapide et les conséquences néfastes pour la réputation de l'héritier du trône. Lorsqu'il lui fait part de sa décision avec fermeté, de désespoir elle envisage d'abord de renoncer à la couronne, puis donne finalement son accord.

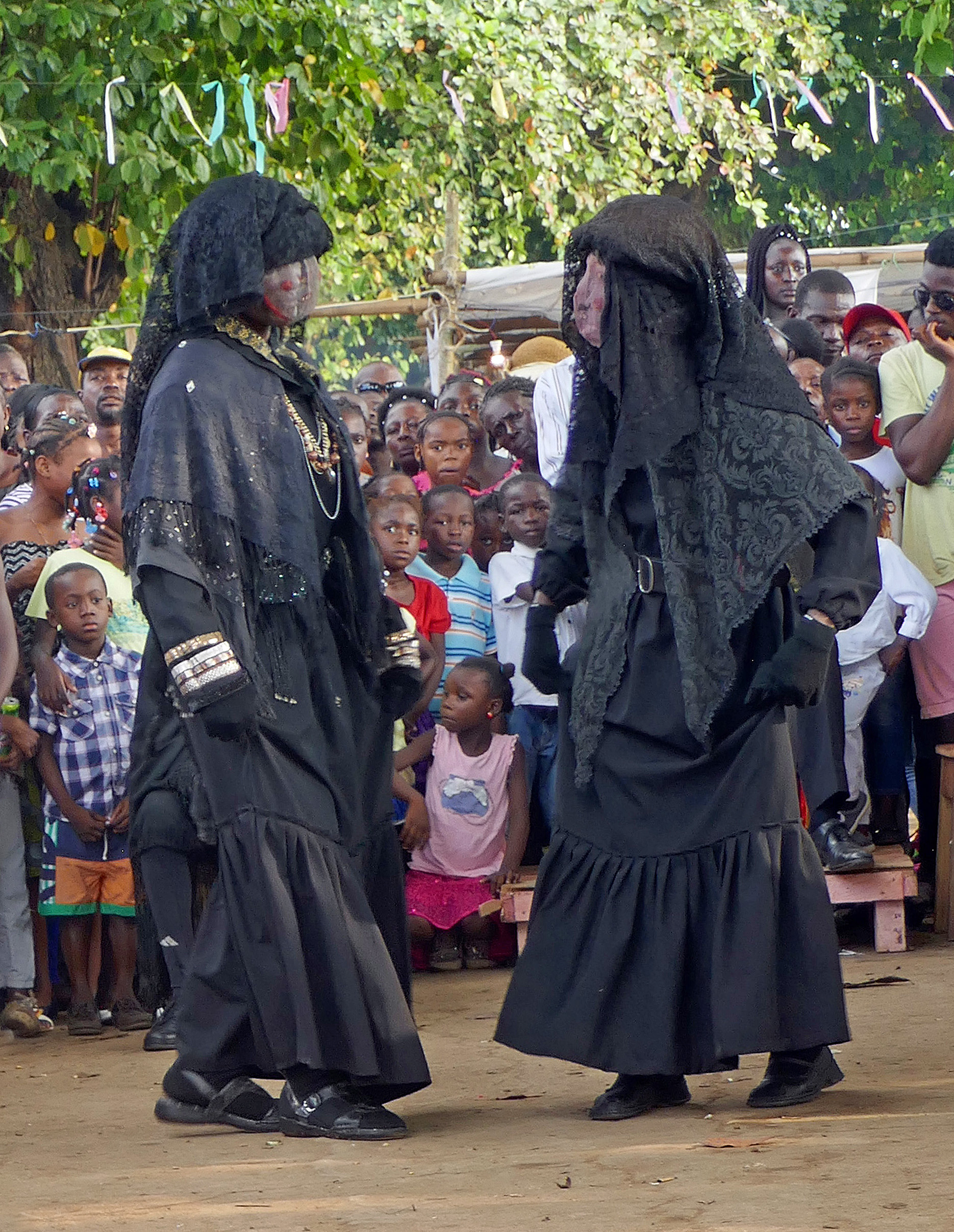
Ermeline et Sybille, en grand deuil.

la mère et l'épouse de ValdevinosSœur du marquis et mère de la victime, Ermeline (Ermelinda, Hermelinda) et Sybille (Sibila), sa veuve, viennent à leur tour implorer l'empereur et demander justice. En grand deuil, elles portent d'amples jupes noires à volants du début du XXe siècle et de longues mantilles noires, à la manière des veuves portugaises.
le prince CharlesÉgalement nommé Carloto, Charlot, Karlot, il est présenté comme le fils « unique » et l'héritier de Charlemagne. Son assassinat par le neveu du marquis de Mantoue déclenche l'action dramatique. Historiquement Charles le Jeune est bien l'un des fils de Charlemagne, le premier de sa troisième épouse, Hildegarde de Vintzgau. Sans descendants, il meurt à moins de 40 ans, mais d'une attaque cérébrale.
Renaud de MontaubanUn autre fils du duc Aymon, Renaud de Montauban (Reinaldo de Montalvão), « farouche guerrier à la barbe outrancière », « au mufle de bois féroce » garde le cercueil au centre de la scène. Entièrement vêtu de noir, avec un crucifix cousu sur la cape, il se livre à une danse envoûtante en brandissant sa canne. Ses gesticulations désordonnées enchantent le public. Ce personnage légendaire arrive précédé d'une longue histoire littéraire, à travers la chanson de geste qui porte son nom, la Chanson des quatre fils Aymon ou Chanson de Renaud de Montauban.
le moço cataOu mosu-kata [ˈmɔsu ˈkata]. En créole, moço signifie « jeune garçon » et cata, « lettre ». Ce personnage est un jeune émissaire, chargé de remettre une lettre du prince Charles à son oncle Roland, qu'il appelle à la rescousse, tout en avouant sa culpabilité. Il est poursuivi par Renaud de Montauban et le capitaine de Montauban, déterminés à s'en emparer. Plusieurs témoignages soulignent la popularité de ce personnage auprès des spectateurs. Jean-Yves Loude décrit la séquence du procès, alors que la culpabilité du fils de Charlemagne est en débat, puisqu'il n'y a pas de véritable témoin oculaire du meurtre. L'arrivée du moço cata est alors « l'événement que petits et grands attendent ». Le garçonnet piétine et bondit pour échapper à ses assaillants, encouragé par un public qui soutient le faible contre les plus forts. Mais Renaud finit par lui arracher le message compromettant. Il arrive que les spectateurs, notamment les enfants, s'impliquent physiquement dans l'action, poursuivant le moço cata au-delà des limites de la scène.
autres personnagesApparaissent aussi le conseiller de l'empereur, le ministre de la Justice, un secrétaire, deux dames de cour de l'impératrice, le capitaine de Montauban, le comte Anderson, avocat du prince, et don Bertrand, le procureur, le bourreau ou bouffon de cour Algoz, l'évêque.

## Le temps et l'espace
Destinées à un public populaire qui y adhère avec enthousiasme, les représentations durent entre cinq et huit heures, parfois moins dans les versions contemporaines, voire une heure lors de représentations à Paris. Cette durée – alors que le texte original est assez court – pourrait notamment s'expliquer par l'influence africaine, dans ce cas une conception du temps un peu différente.
L'insertion de nouveaux passages en prose, qui modernisent l'action, a d'abord contribué à l'allongement progressif de la durée du tchiloli. Mais l'influence de la télévision et des nouveaux médias a ensuite produit un effet inverse, et les représentations sont parfois réduites jusqu'à deux heures. Cette version courte a la préférence des jeunes participants, alors que les anciennes générations se reconnaissent davantage dans la version traditionnelle.
Elles ont lieu en plein air, en différents points de l'île, en général pendant la gravana, c'est-à-dire la saison sèche (l'été dans l'hémisphère nord), à l'occasion de fêtes catholiques, par exemple celle du saint patron local. Au milieu de la forêt tropicale ou en ville, les spectateurs se placent, debout, autour d'une aire centrale rectangulaire nommée kinté (ou quinté, quintal, mot dérivé du portugais quintal désignant la cour, le jardin), dont la longueur est comprise entre quinze et vingt mètres, sa largeur atteignant six, huit ou dix mètres.
Sur cette scène, délimité par des cordes fixées aux arbres, deux constructions en bois et bambou recouvertes de feuilles de palmier se font face, figurant les deux pôles de l'action dramatique : à l'une des extrémités la Haute Cour (le palais de l'Empereur), à l'autre la Cour Basse (la résidence du marquis de Mantoue). Au centre du kinté, un minuscule cercueil, centre de gravité du tchiloli, rappelle la dimension tragique de la pièce.
La forme rectangulaire de la scène est assez inhabituelle en Afrique où un espace circulaire est plus fréquent. Cette « arène » évoque plutôt la lice des joutes médiévales en Europe.

## Costumes et masques

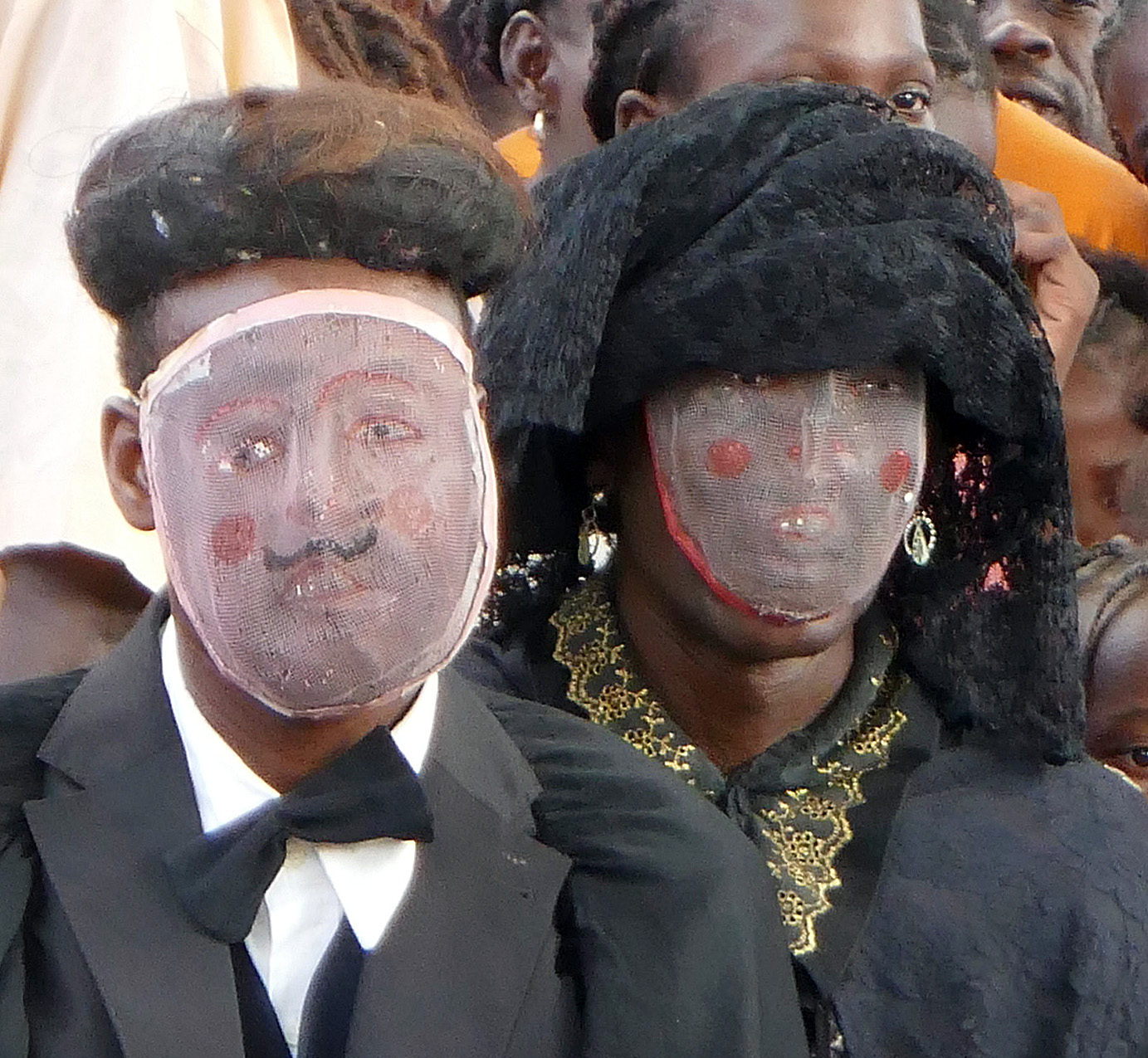
Masques des Mantoue.

De nombreux costumes font appel au collage et au recyclage de matériaux de valeur symbolique et materielle très variés. Ils permettent de faire passer des messages politiques ou para-politiques, ou d'introduire des allusions ironiques. C'est notamment le cas des uniformes militaires.
Les costumes, les coiffures et les accessoires, tous récupérés au cours des siècles ou fabriqués selon l’inspiration de chaque acteur, participent à un anachronisme délirant qui confère au spectacle une saveur inattendue et splendide.
Ils portent des fracs, des gants, des cannes à pommeau, des épées de bois, des capes de velours, des bas noirs, des mantilles, des couronnes dorées au papier de chocolat, des bicornes.
Des flots de longs rubans colorés ratatchés à une cocarde sont présents sur les costumes masculins, à la hauteur du cœur. Lorsqu'il est sur le point de prendre la parole, l'acteur écarte les rubans.
De nombreux petits fragments de miroirs sont fixés sur les chapeaux, les éléments du costume, les accessoires. Ils n'ont pas de fonction décorative, mais renvoient plutôt aux usages rituels des miroirs en Afrique centrale, notamment à des fins de protection, particulièrement pendant les périodes de funérailles et de deuils.

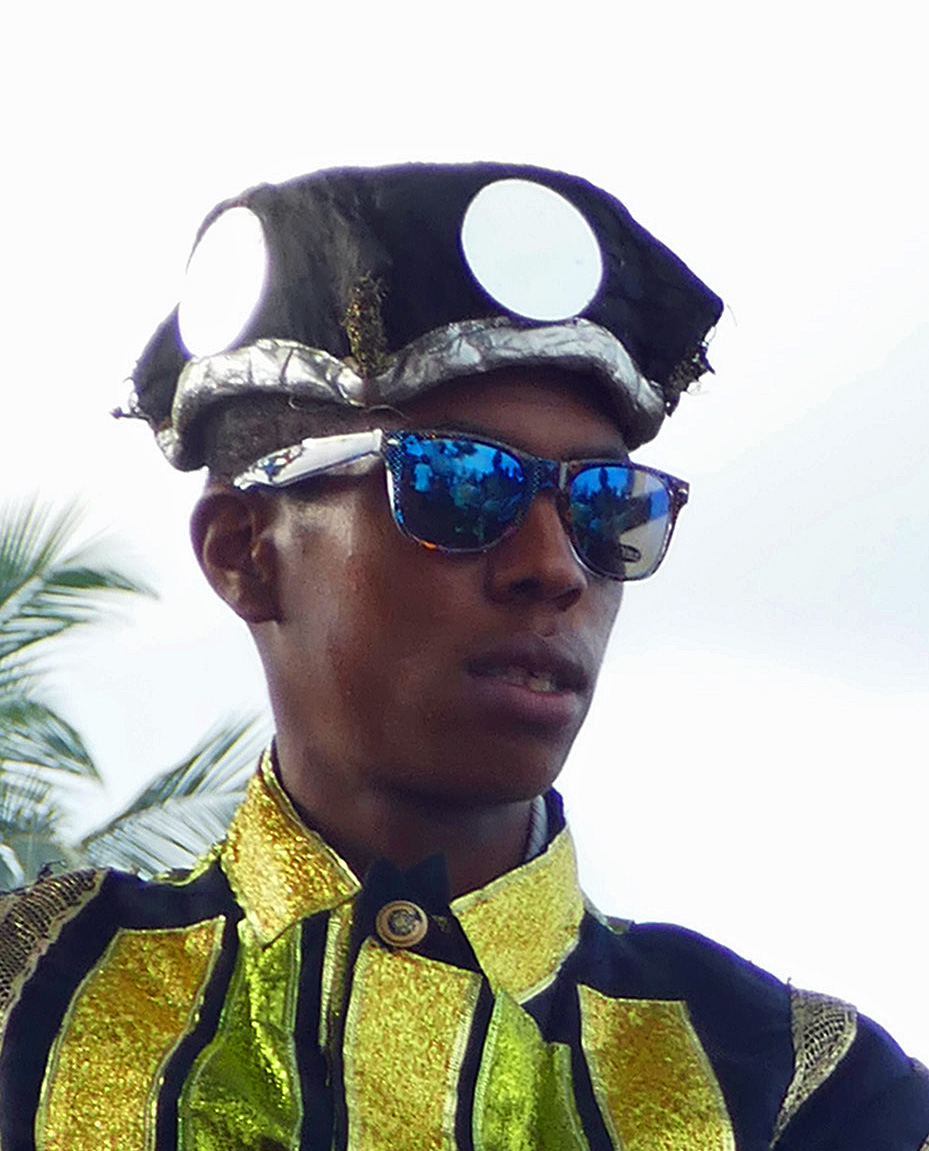
Lunettes de soleil du ministre de la Justice.

Le port du masque est aussi symbolique. En Europe, à la renaissance, les comédiens portaient des masques. Par ailleurs, les acteurs du Tchiloli sont noirs et jouent un drame de Blancs, ils portent donc des masques clairs. C’est une seconde peau, car tout le monde sait que les morts n’ont pas de peau… C’est aussi une armure permettant de résister aux mauvais sorts, comme les petits miroirs dont sont constellés les costumes et les coiffes. Ceux-ci se chargent aussi des influences bénéfiques pour le village.
Les visages des personnages sont dissimulés derrière de petits masques blancs ovales qui leur donnent un air poupin. Évoquant le masque d'escrime, ils sont faits de moustiquaires modélées ou de fin grillage façonné. Des yeux et une bouche y sont indiqués par un trait de peinture.
De petits masques d’escrime, en fin grillage façonné, forment un pâle visage poupin où les yeux et la bouche, indiqués par un trait de peinture, évoquent à la fois les tournois du Moyen Âge,mais aussi les peaux blanches des faces de cadavres de parade africains. Comme tout le matériel dramatique, les masques, signes d’une Europe inconnue et énigmatique pour les esclaves et les métis, se chargent de la puissante symbolique africaine.
Certains personnages abandonnent systématiquement le masque, notamment depuis les années 1990, sous l'influence des prêtres catholiques. D'autres utilisent volontiers des accessoires contemporains, tels que le costume trois-pièces, la cravate, le téléphone portable ou les lunettes de soleil. Les pratiques varient selon les troupes, mais sont généralement codifiées, d'autant plus que le port d'un masque modifie le son de la voix. Par exemple, à la Formiguinha de Boa Morte, Charlemagne et le ministre de la Justice n'arborent pas de masque, mais des lunettes de soleil. L'impératrice, Ermeline, Sybille, le marquis de Mantoue, Ganelon et le prince Charles ne portent que le masque..

## Musique et danse

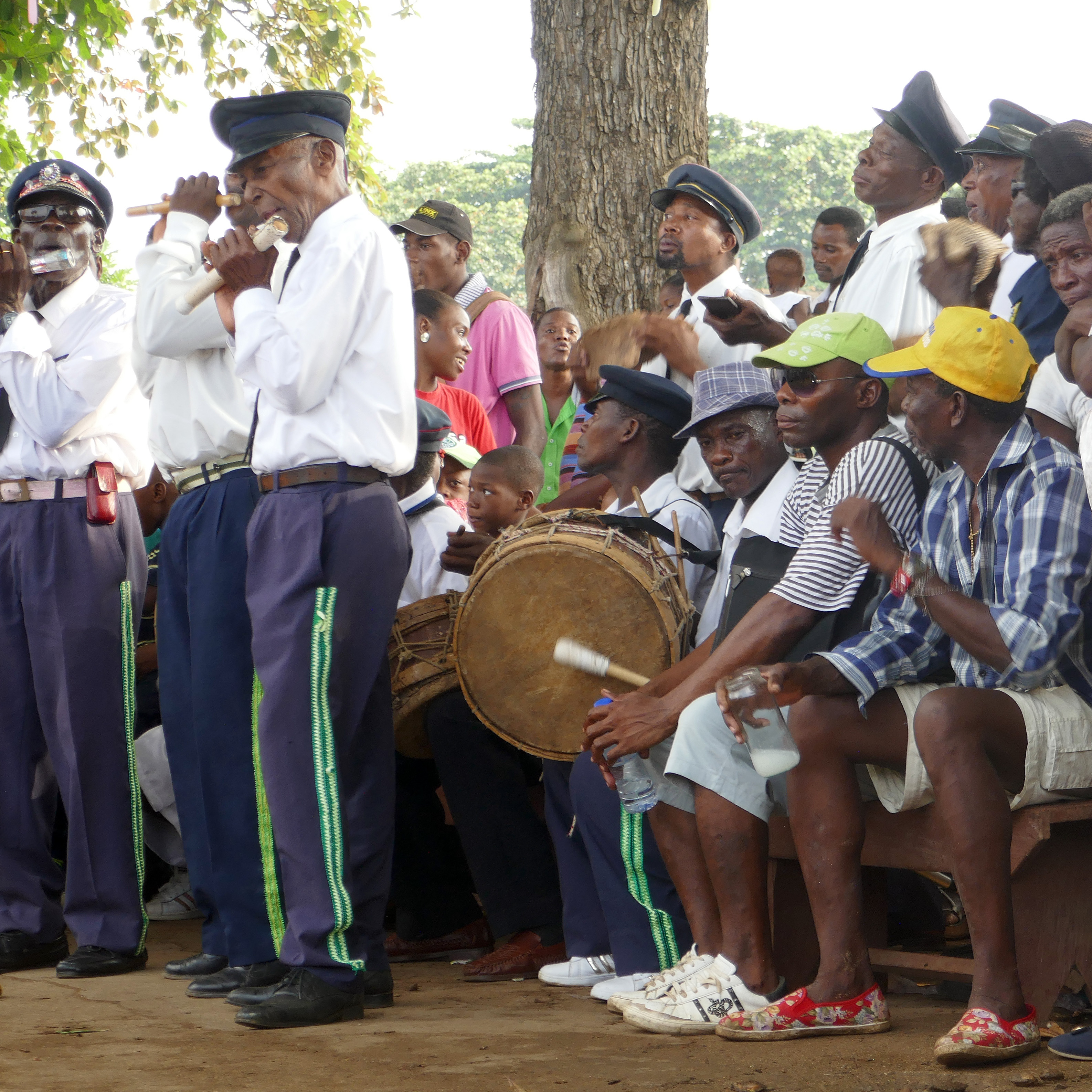
La fanfare.

L’ensemble musical reproduit une fanfare portugaise en utilisant des instruments africains (tambours, flûtes et hochets. Il comprend notamment trois flûtes traversières en bambou (pitu), des tambours de différentes tailles et divers idiophones, des sucalos ou sacaias (instruments vernaculaires par un panier contenant des graines , qui, lorsqu'on les agite, produisent un son évoquant celui des maracas ou des hochets. Le rôle des flûtistes (piteiros) est très important, car leur instrument détermine quelle figure va être exécutée à tel moment de l'action. Le pitu est donc l'instrument principal du tchiloli.  As flautas, criadoras de magia, do mistério e do ritual podem inibir ora entusiasmar os espectadores durante as tardes da gravana (saison sèche). Tous ces éléments ont des fonctions qui transcendent à plus d'un titre une fonction purement acoustique. Ce qui est jeu, c'est la délimitation de l'espace et des éléments identitaires de la culture santoméenne.
La suite de danses, dont chacune correspond à l’entrée et au déplacement signifiant d’un personnage-clef, s’inspire de pavanes, de gavottes, de contredanses, de menuets, de quadrilles évoluant selon le tempérament des interprètes.

## Figurants et troupes
Les troupes portent le nom de tragédias. Chacune compte une trentaine de figurants, appartenant tous à la même localité de Forros. Conformément à la tradition médiévale, tous les rôles, y compris ceux de femmes, sont interprétés par des hommes, chaque participant incarnant toujours le même personnage. Les rôles, les costumes et les textes se transmettent à l'intérieur d'une même famille.
Le nombre de groupes a augmenté un peu après l'indépendance. On en dénombrait cinq en 1969, puis neuf en 1991

Entre 1995 et 1998, Paulo Valverde recense quinze « tragédies » en activité, mais toutes n'avaient pas forcément donné de représentations publiques :  
- Mini-Tragédia Riboquinos (Riboque)
- Tragédia Benfica (Margarida Manuel)
- Tragédia Cachoeirense (Cachoeira)
- Tragédia de Oque del Rei
- Tragédia Os Palhaços de Pete Pete
- Tragédia Pioneril Boa Ventura de Boa Morte
- Tragédia Plano 79 (Praia Melão)
- Tragédia de Riba Mato
- Tragédia de Santana
- Tragédia Popular da Desejada (Batelo, Santo Amaro) : fondée en 1935, c'est la plus ancienne de l'île.[57]
- Tragédia Florentina de Caixão Grande : créée le 29 août 1944, elle compte 35 personnes, sa fanfare réunit 8 musiciens[58].
- Tragédia Formiguinha de Boa Morte : fondée le 27 janvier 1955, elle réunit 23 figurants[59] ; c'est la plus connue, notamment à l'étranger. Elle a été invitée à trois reprises (1990, 2000 et 2006) à Paris, par la Maison des cultures du monde, dans le cadre du Festival de l'Imaginaire[60].
- Tragédia Santo António Madredense (Madre de Deus) : apparue le 25 mai 1956[61].
- Tragédia Démocratica Os Africanos de Cova Barro : formée le 24 septembre 1976, elle est composée de 35 figurants et de 8 musiciens[62].

En 2007 il en subsistait douze.
Les dates de déroulement des tchiloli constituent des signes complexes et restent liées au nom des saints chrétiens.
- Boa Morte : 22 janvier, jour de la Sao Sant Joao, mais à partir de 1957, on voit apparaître le 15 août, fête de la Vierge.
- Cova Barro : le jour de la fête de Notre-Dame de Fátima (13 mai)
- Madre de Deus : 23 juin, le jour de la Sant Antonio
- Caixão Grande : 1er mai
- Riboque en juillet
- Margarida Manuel en août

## Significations

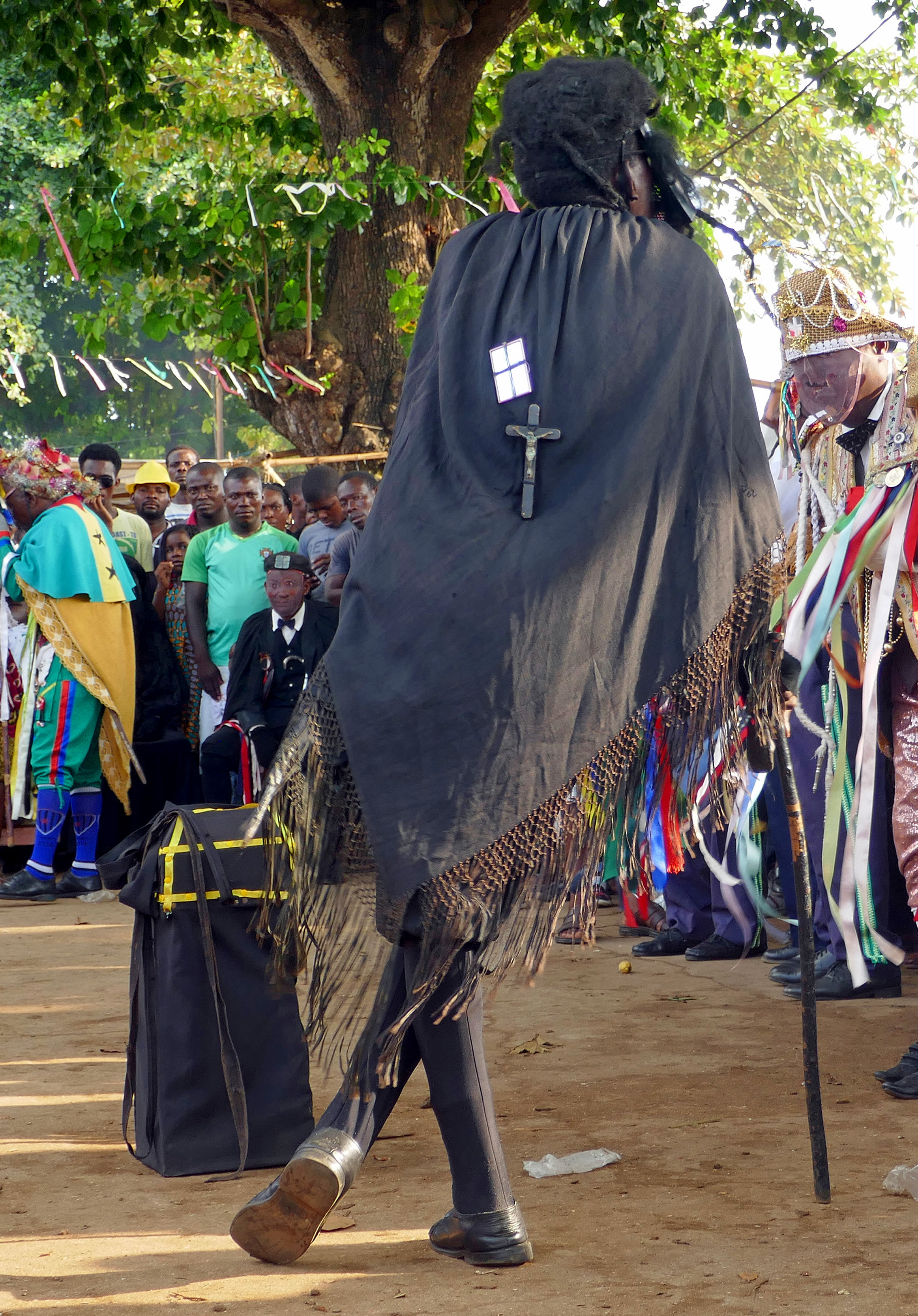
Renaud de Montauban, avec un miroir et un crucifix dans le dos, virevoltant autour du cercueil.

La tradition du tchiloli autorise plusieurs niveaux de lecture, notamment politique et mystique.
Dès le Moyen Âge, la légende de Charlemagne avait franchi les frontières. Pour les habitants de São Tomé, il incarne le pouvoir, précisément le roi du Portugal qui les a amenés de force dans l'archipel et convertis : le peuple lui demande justice des crimes commis en son nom. Les Santoméens s’approprient l’œuvre et la transforment pour en faire un objet de revendication contre l'oppression colonisatrice.
Le tchiloli recèle également une dimension mystique, pas facilement accessible, voire dissimulée, qui peut être décodée comme un simulacre de funérailles, la seule façon pour les anciens esclaves de continuer à honorer leurs ancêtres, alors que les colons leur interdisent la pratique de leurs rites, notamment les rites de possession.

## Perspectives
Au fil du temps, le tchiloli a évolué. Les représentations sont moins longues, les masques sont remplacés par des lunettes qui incarnent la modernité. Le sujet même de la pièce s'est transformé. Passant du crime passionnel aux enjeux politiques, il se focalise sur l'hostilité entre Charlemagne et ses vassaux, le marquis de Mantoue et Renaud de Montauban. L'évolution est si profonde que le mobile initial du meurtre - le désir sexuel - n'est même plus évoqué dans les passages en prose.
Comme les roças – autre pilier de l'identité santoméenne – le tchiloli semble menacé, voire en voie de disparition.
Son apogée peut se situer vers les années 1970, à la fin de l'ère coloniale. Le gouvernement l'inclut alors volontiers dans le programme des cérémonies officielles. Il organise des concours entre les différentes compagnies, stimulant ainsi la créativité et la performance.

Puis l'indépendance sonne le glas du tchiloli, peu apprécié par les nouveaux dirigeants qui ignore ce « divertissement populaire remuant, proche des excès du vaudou ». 

La tradition est aussi victime de la mondialisation et lutte difficilement contre d'autres occupations telles que le football, les telenovelas brésiliennes, le disco ou le kuduro. Les plus jeunes n'acceptent plus de sacrifier leurs loisirs pour une pratique exigeante ou leurs économies pour de coûteux costumes. Une seule troupe, celle de Boa Morte, rafle toutes les sollicitations à l'étranger, au prix de quelques concessions, notamment sur la durée.
La dimension magique, initiatique du tchiloli semble perdue. Maintes fois déclarées dignes d’être inscrites d’urgence sur la liste du patrimoine mondial et malgré l'initiative de la Formiguinha de Boa Morte pour l'inscription sur la liste du patrimoine culturel immatériel en mars 2009, ses représentations originales n'ont pas obtenu à ce jour la reconnaissance internationale convoitée.

### Discographie
- (pt) Tchiloli – S. Tomé - A Viagem Dos Sons (The Journey Of Sounds), Vila Verde, Tradisom 1998 de Rosa Clara Neves

### Filmographie
- (pt) Uma História Imortal, documentaire tourné par Solveig Nordlund en 1988 avec la compagnie Formiguinha da Boa Morte, Torromfilm, 1999, extrait en ligne
- (pt) Tchiloli, Máscaras e Mitos, documentaire réalisé par Inês Gonçalves et Kiluanje Liberdade, Noland Filmes Sao Tomé, Portugal, 2009, 52 min, en ligne
- (pt) Tchiloli : Identidade de um Povo, documentaire de Felisberto Branco et Kalú Mendes, KM Produções, 2010